# أخدود لسان المزمار
أُخْدودُ لسان المِزْمار أو الوهدة (بالإنجليزية: Epiglottic vallecula)‏ هو انخفاض (أخدود) خلف جذر اللسان بين الطيات في الحلق. هذه المنخفضات تكون بمثابة "مصائد لتجميع البصاق"؛ حيث يتجمع اللعاب مؤقتا في الوهدات لمنع مُنكعس البلع من أن يبدأ.
تُستخدم الوهدات كمعلم مرجعي هام أثناء تنبيب القصبة الهوائية. يتطلب الإجراء أن يوضع طرف الشفرة خلال تنظير الحنجرة قدر الإمكان في الوهدة من أجل تيسير التصوير المباشر للمزمار.

## صور إضافية

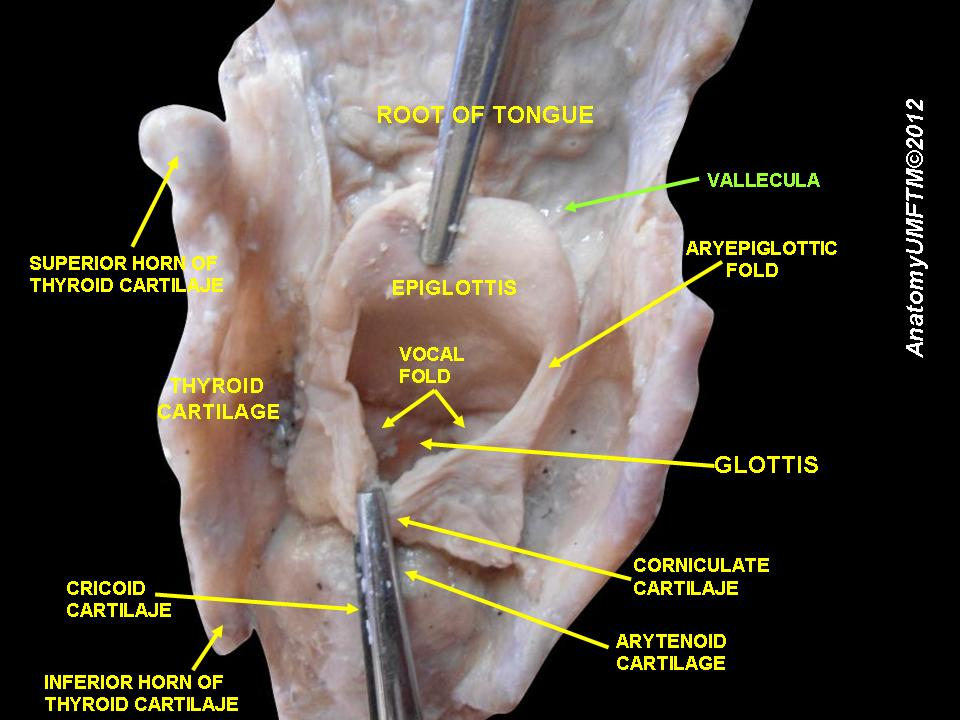
أُخْدودُ لسان المِزْمار